# (2441) Hibbs
(2441) Hibbs (1979 MN2; 1957 UK; 1972 TH2; 1976 YA3; 1977 AJ) ist ein ungefähr zehn Kilometer großer Asteroid des inneren Hauptgürtels, der am 25. Juni 1979 von den US-amerikanischen Astronomen Schelte John Bus und Eleanor Helin am Siding-Spring-Observatorium in der Nähe von Coonabarabran, New South Wales in Australien (IAU-Code 260) entdeckt wurde.

## Benennung
(2441) Hibbs wurde nach Al und Marka Hibbs, Freunden der Entdeckerin Eleanor Helin, benannt.